# Nick Cave (performer)
Nick Cave (ur. w 1959 w Missouri) – amerykański rzeźbiarz, projektant mody i performer. Jego najpopularniejszym dziełami są „Soundsuits” – kostiumy-rzeźby tworzone z różnorodnych, niekonwencjonalnych materiałów. Nick Cave jest również tancerzem, swoje umiejętności w tej dziedzinie szkolił u Alvina Aileya. Obecnie artysta żyje i tworzy w Chicago, jest wykładowcą na The School of the Art Institute of Chicago.

## Edukacja
- 1982 – Kansas City Art Institute, Kansas City
- 1989 – Cranbrook Academy of Art, Bloomfield Hills.

## Soundsuits
Najbardziej znanymi dziełami Nicka Cava są Soundsuits, kostiumy-rzeźby, tworzone z materiałów takich jak tekstylia, gotowe przedmioty, włosy, gałęzie. Wymyślona przez artystę nazwa pochodzi od dźwięków wydawanych przez nie podczas ruchu. Inspiracją dla prac były głównie afrykańskie stroje i maski obrzędowe. Soundsuits są wykorzystywane przez ich twórcę w performance połączonym z muzyką i tańcem. Obecnie indywidualna, stała wystawa prac Nicka Cava znajduje się w Jack Shainman Gallery w Nowym Jorku.

## Wystawy i projekty artystyczne
- 2010:
  - „Meet Me at the Center of the Earth” – Seattle Art Museum, WA
  - „Soundsuits” – Studio la Città, Verona, IT
  - „Pattern ID” – featuring Soundsuits, Akron Art Museum, Akron, OH.
- 2009: „Meet Me at the Center of the Earth”, Yerba Buena Center for the Arts, San Francisco, CA.
- 2007: „SOUNDSUITS: Hollaback”, Jacksonville Museum of Modern Art, Jacksonville NC.
- 2006:
  - „SOUNDSUITS”, Chicago Cultural Center, Chicago, IL.
  - Jack Shainman Gallery, New York, NY.
  - Mattress Factory, Pittsburgh, PA,
- 2005: „Soundsuits”, Manchester Craftsmen’s Guild, Pittsburgh, PA.
- 2004: „Soundsuits”, Holter Museum of Art, Helena, MT.
- 2003: 
  - Hand Workshop Art Center, Richmond, VA.
  - Virginia Commonwealth University, School of the Arts, Richmond, VA
- 2002:
  - Wright Museum, Beloit, MI.
  - „BamBoleo”, Lincoln Park Zoo, Chicago, IL

- 2001 – Fort Wayne Museum of Art, Fort Wayne, IN.
  - „AMAIGAMATIONS”, Allentown Art Museum, Allentown PA.
  - „Poważne zaćmienie”, Cranbrook Academy of Art, Bloomfield Hills, MI
- 2000: 
  - „NICK CAVE 2000” Duane Reed Gallery, Chicago, IL.
  - „Convergence 2000”, Handweavers Guild of America, Inc
- 1999: „REPARATIONS”, South Bend Museum of Art, South Bend, IN.